# 阿隆·塞爾
 阿隆·塞爾（波蘭語：Aaron Cel，1987年3月4日—），波蘭籃球運動員，現在效力於法國聯賽球隊摩納哥籃球俱樂部。他也代表波蘭國家男子籃球隊參賽。